# Jake Cuenca
Juan Carlos "Jake" Leveriza Cuenca (San José, 30 de dezembro de 1987) é um ator, modelo e futebolista filipino.